# Klaudija
Klaudija je žensko osebno ime.

## Izvor imena
Ime Klaudija je različica ženskega osebnega imena Klavdija.

## Pogostost imena
Po podatkih Statističnega urada Republike Slovenije je bilo na dan 31. decembra 2007 v Sloveniji število ženskih oseb z imenom Klaudija: 523.

## Osebni praznik
Osebe z imenom Klaudija lahko godujejo takrat kot osebe z imenom Klavdija.